# Allium cupani
Allium cupani là một loài thực vật có hoa trong họ Amaryllidaceae. Loài này được Raf. mô tả khoa học đầu tiên năm 1810.